# Sweetwater River (North Platte River)
Der Sweetwater River ist ein Fluss im US-Bundesstaat Wyoming. Er entspringt an der kontinentalen Wasserscheide im Süden der Wind River Range, einer Gebirgskette der Rocky Mountains, und mündet nach knapp 383 km in den North Platte River, beziehungsweise in das Pathfinder Reservoir, zu dem die beiden Flüsse durch den Pathfinder Dam aufgestaut werden. Der Sweetwater River ist nach dem Laramie River der zweitlängste Nebenfluss des North Platte River sowie der längste Fluss, der vollständig durch den Bundesstaat Wyoming fließt.

## Verlauf
Der Sweetwater River entspringt in der Sweetwater Gap, einem Gebirgspass an der kontinentalen Wasserscheide im Hochgebirge der südlichen Wind River Range auf einer Höhe von etwa 3125 m, etwa 30 km nordwestlich von South Pass City und 30 km südwestlich von Lander. Von dort fließt er zunächst in südliche Richtung durch den Bridger-Teton National Forest, macht einen Schlenker durch das Sublette County und fließt durch das Fremont County in nun südöstliche Richtung. Dabei unterquert der Fluss den Wyoming Highway 28 und erhält einige Zuflüsse aus den südlichen Ausläufern der Wind River Range. Im weiteren Verlauf mäandriert der Sweetwater River durch die aride Steppenlandschaft des Wyomingbeckens in östliche Richtung, unterquert WYO-789/US-287 und durchfließt die Granite Mountains. Zudem passiert er die Gemeinden Sweetwater Station und Jeffrey City. Weiter östlich erreicht der Fluss das Natrona County, folgt dem Verlauf des Wyoming Highway 220 und erhält mit dem Dry Creek von links seinen längsten Nebenfluss, bevor er auf einer Höhe von 1784 m in den hier zum Pathfinder Reservoir aufgestauten North Platte River mündet.

## Hydrologie
Der Sweetwater River ist als Nebenfluss des North Platte River Teil des Einzugsgebietes des Platte River, der über Missouri und Mississippi in den Golf von Mexiko entwässert. Das Einzugsgebiet des Sweetwater River umfasst ein Gebiet von 6154 km² und grenzt an die Einzugsgebiete von Popo Agie River, Beaver Creek, Muskrat Creek und Middle Fork Casper Creek im Norden, Separation Creek, Lost Creek und Red Creek im Süden sowie Little Sandy Creek im Westen. Der mittlere Abfluss am Pegel bei Alcova beträgt 3,38 m³/s, die größten Abflüsse finden sich in den Monaten April, Mai und Juni.

## Geschichte
Entlang des Flusses verlief um die Mitte des 19. Jahrhunderts der wichtigste Verkehrsweg über die Rocky Mountains. Die Siedler- und Handelswege Oregon Trail, California Trail und Mormon Trail verliefen in diesem Abschnitt gemeinsam und zweigten kurz vor der Wind River Range über den South Pass nach Westen ab. Bedeutende Sehenswürdigkeiten am Fluss sind: Independence Rock, ein markanter Fels, den frühe Mountain Men und Siedler auf dem jährlichen Zug in die Berge am oder um den 4. Juli erreichten, und Devils Gate, eine schmale Schlucht des Flusses.

## Belege
1. 1 2  Sweetwater River (North Platte River). In: Geographic Names Information System. United States Geological Survey, United States Department of the Interior (englisch).
2. ↑  USGS 06639000 SWEETWATER RIVER NEAR ALCOVA, WY. Abgerufen am 11. Januar 2025.